# Royal Antwerp FC
Royal Antwerp Football Club, geralmente referido como Royal Antwerp ou simplesmente Antwerp, é um clube de futebol profissional com sede na cidade portuária de Antuérpia, na Bélgica.[carece de fontes?] Disputa a Jupiler Pro League, a principal liga do país.
Clube mais antigo da Bélgica, o Royal Antwerp também está entre os de maior torcida em seu país. O clube possui cinco títulos da liga belga e quatro títulos da Copa da Bélgica. Nas competições europeias, chegou à final da Taça dos Clubes Vencedores de Taças em 1992–93 e qualificou-se para a fase de grupos da Liga dos Campeõs da UEFA pela primeira vez em 2023.
É conhecido por ser parceiro do Manchester United, clube no qual empresta jovens talentos para ganharem experiência.

## Elenco
Atualizado em 28 de novembro de 2023.

## Títulos
| CONTINENTAIS | CONTINENTAIS                    | CONTINENTAIS | CONTINENTAIS                                 |
|              | Competição                      | Títulos      | Temporadas                                   |
| ------------ | ------------------------------- | ------------ | -------------------------------------------- |
|              | Challenge International du Nord | 2            | 1902 e 1906                                  |
| NACIONAIS    |                                 |              |                                              |
|              | Competição                      | Títulos      | Temporadas                                   |
|              | Campeonato Belga                | 5            | 1928–29, 1930–31, 1943–44, 1956–57 e 2022–23 |
|              | Copa da Bélgica                 | 4            | 1954–55, 1991–92, 2019–20 e 2022–23          |
|              | Supercopa da Bélgica            | 1            | 2023                                         |
|              | Campeonato Belga - 2ª Divisão   | 2            | 2000–01 e 2016–17                            |

Outras campanhas de destaque
- Taça dos Clubes Vencedores de Taças
  - Vice-campeão (1): 1992–93